# Datenschutz Nachrichten
Die Zeitschrift Datenschutz Nachrichten (DANA) wird seit 1978 herausgegeben von der Deutschen Vereinigung für Datenschutz (DVD). Die DANA erscheint viermal jährlich jeweils zum Ende eines Quartals.
Neben schwerpunktmäßigen Aufsätzen und Informationen zum Einsatz und zu den Gefahren elektronischer Datenverarbeitung und der möglichen Einschränkung des Rechts auf informationelle Selbstbestimmung, berichtet jede Ausgabe der DANA über neue Entwicklungen im Datenschutz, einschlägige Rechtsprechung und Gesetzgebung, deutsche und internationale Datenschutztrends und bietet Buchbesprechungen sowie Hinweise auf Veröffentlichungen der Bundes- und der Landesdatenschutzbeauftragten.
Zielgruppen der DANA sind interessierte Bürger, Datenschutz- und Datensicherheitsfachleute wie behördliche und betriebliche Datenschutzbeauftragte, Personal- und Betriebsräte, Rechtsanwälte sowie Beschäftigte in Wissenschaft, Forschung und Lehre.
Mit einem Stichwortverzeichnis sind die digital frei verfügbaren Ausgaben 1/2013 bis 4/2023 mittlerweile erschlossen.